# Dawydiw Brid
Dawydiw Brid (ukr. Давидів Брід) – wieś na Ukrainie, w obwodzie chersońskim, w rejonie berysławskim. W 2001 liczyła 1223 mieszkańców.